# Gedney Hill
Gedney Hill est une paroisse civile et un village du Lincolnshire, en Angleterre.